# Scraesdon Fort

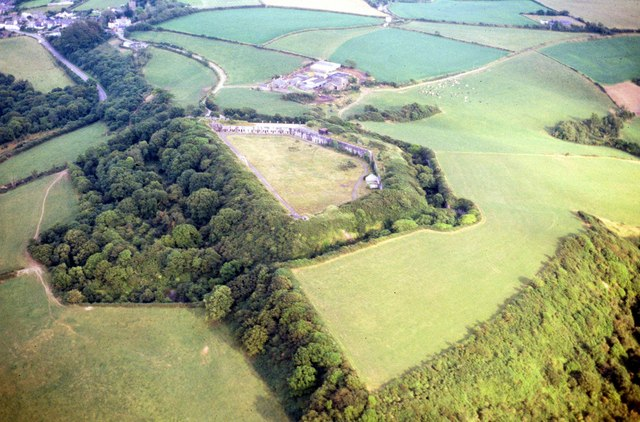
Luftbild von Scraesdon Fort

Scraesdon Fort ist eine ehemalige Festung in der Grafschaft Cornwall in Großbritannien. Das als Kulturdenkmal der Kategorie Grade II und als Scheduled Monument geschützte ehemalige Fort liegt etwa 400 m westlich des Dorfes Antony auf der Halbinsel Rame auf einer bis zu 77 m hohen Anhöhe über dem Lynher River.

## Geschichte
Das Fort wurde 1859 auf Grund der Empfehlungen der Royal Commission on the Defence of the United Kingdom als Teil des neuen Fortgürtels um Plymouth entworfen und von 1860 bis 1865 errichtet. Als Teil der Western Defences sollte es zusammen mit Polhawn Fort und Tregantle Fort feindliche Landungen auf der Halbinsel Rame verhindern, von wo die Marinebasis Devonport über den Hamoaze hinweg hätte beschossen werden können.
Das Fort wurde nie in Kampfhandlungen verwickelt und galt wegen der Fortentwicklung der Artillerie schon bald als veraltet. Als ursprüngliche Bewaffnung waren 27 Geschütze vorgesehen, die jedoch nie vollständig installiert wurden. 1893 bestand die Bewaffnung neben einigen anderen Geschützen aus 8 7-Inch-RBL-Geschützen, die zu diesem Zeitpunkt bereits veraltet waren. Als Ersatz für das veraltete Fort der Western Defences wurden in den 1880er Jahren die Whitesand Bay Battery und die Tregantle Down High Angle Battery errichtet. Mit dem Bau der neuen Küstenartilleriestellungen wurde auch eine Militäreisenbahn vom Walker Quay am Lynher River über Scraesdon Fort zur etwa 2 km südlich gelegenen Tregantle Down High Angle Battery gebaut, auf der die schweren Geschütze transportiert wurden. Die Bahnlinie wurde 1893 fertiggestellt, doch bereits zehn Jahre später wurden die schweren Geschütze wieder deinstalliert und die Bahnlinie wurde stillgelegt und schließlich demontiert.
Scraesdon Fort wurde lange Zeit als Kaserne genutzt, anschließend stand es leer und verfiel. Der nördliche, untere Teil der Festung sowie die Wälle und Graben sind teilweise stark von Sträuchern überwuchert. Ab 1940 diente das Fort als Übungsgelände für die Ausbildungsstätten HMS Raleigh und HMS Fisgard in Torpoint, derzeit dient es gelegentlich als Übungsgelände für Einheiten der Royal Marines und kann nicht besichtigt werden.

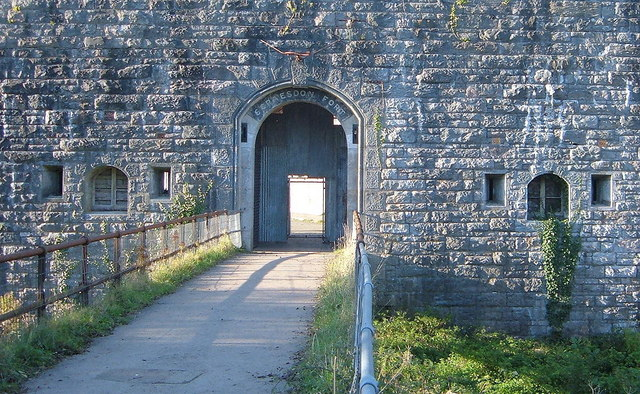
Haupttor von Scraesdon Fort

## Anlage
Die Festung bildet ein unregelmäßiges Fünfeck, das von einem bis zu 24 m breiten, teils mit Wasser gefüllten Graben umgeben ist. Der Graben konnte mit vier halben und einem vollen Kaponniere verteidigt werden. Wegen der Lage am Hang besteht die Festung aus einem oberen Teil und einem tiefer gelegenen, nur noch 53 m über dem Fluss liegenden nördlichen Teil. Die beiden Abschnitte sind durch eine von Ost nach West verlaufende, mit Kasematten versehene Quermauer getrennt, die unterschiedlichen Ebenen der Anlage sind durch zahlreiche Treppen und Galerien miteinander verbunden. Die Außenmauern bestehen aus grobem Kalkstein, die einen bis zu 200 m breiten Innenhof umschließen. Auf der Hofseite befinden sich die zweigeschossigen, aus Ziegeln erbauten Magazine und Kasernen. Das Haupttor liegt an der südöstlichen Außenmauer.